# Telescopio solare GREGOR
Il telescopio solare GREGOR è un telescopio dotato di uno specchio primario di 1,5 m in zerodur ed è il terzo del suo genere più grande al mondo dopo il telescopio McMath-Pierce e il Big Bear Solar Observatory. Usa un sistema di ottica adattiva con 256 attuatori e 156 sensori.